# برایتون ریویر
برایتون ریویر (به انگلیسی: Briton Rivière)، یک هنرمند بریتانیایی با تبار اوگنو بود. او نقاشی‌های مختلفی را در آکادمی سلطنتی به نمایش گذاشت، او بیشتر زندگی خود را به کشیدن نقاشی حیوانات اختصاص داد.

## نمونهٔ آثار

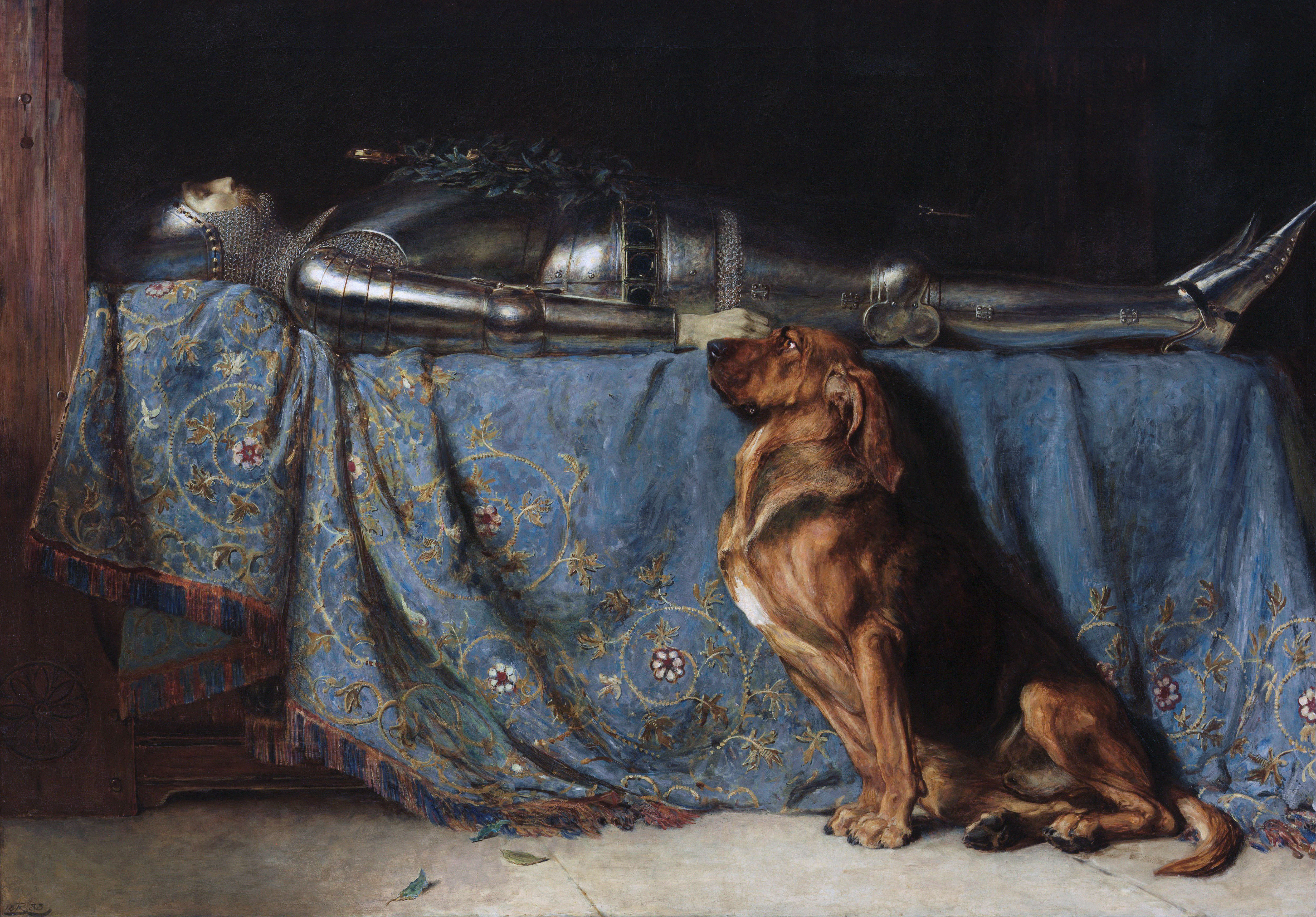
رِکوئی‌اِسکات
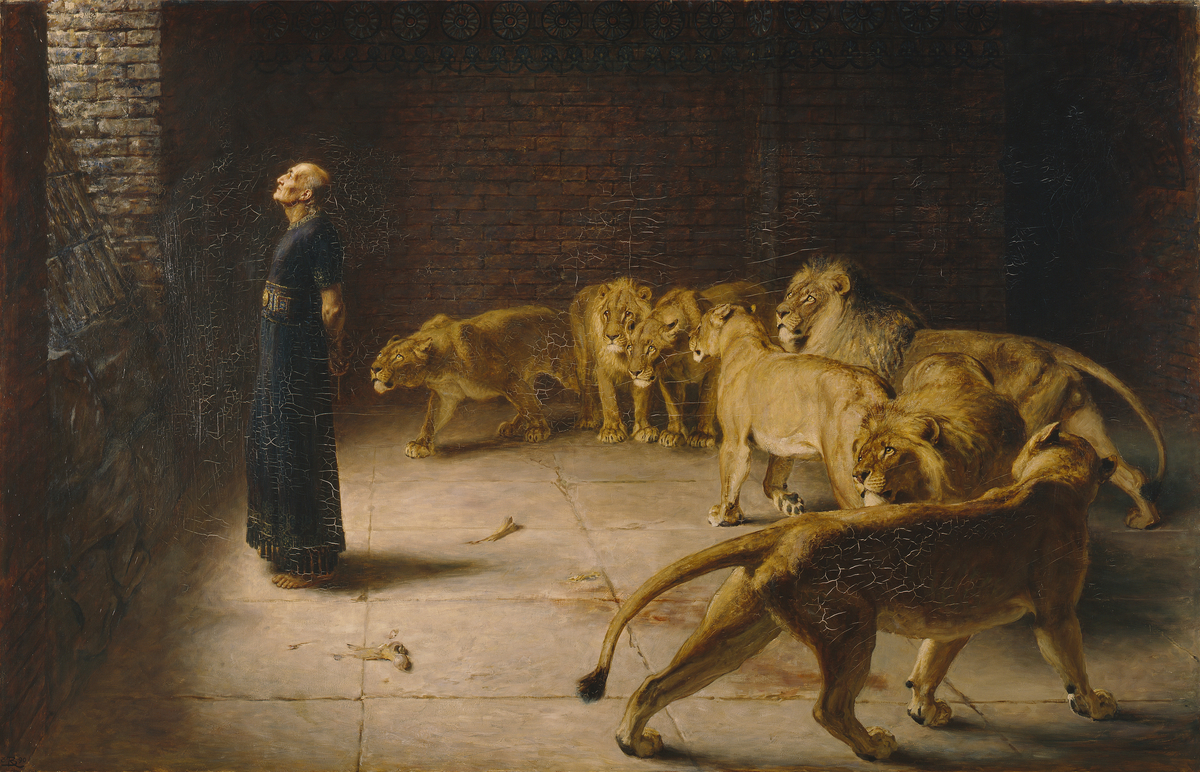
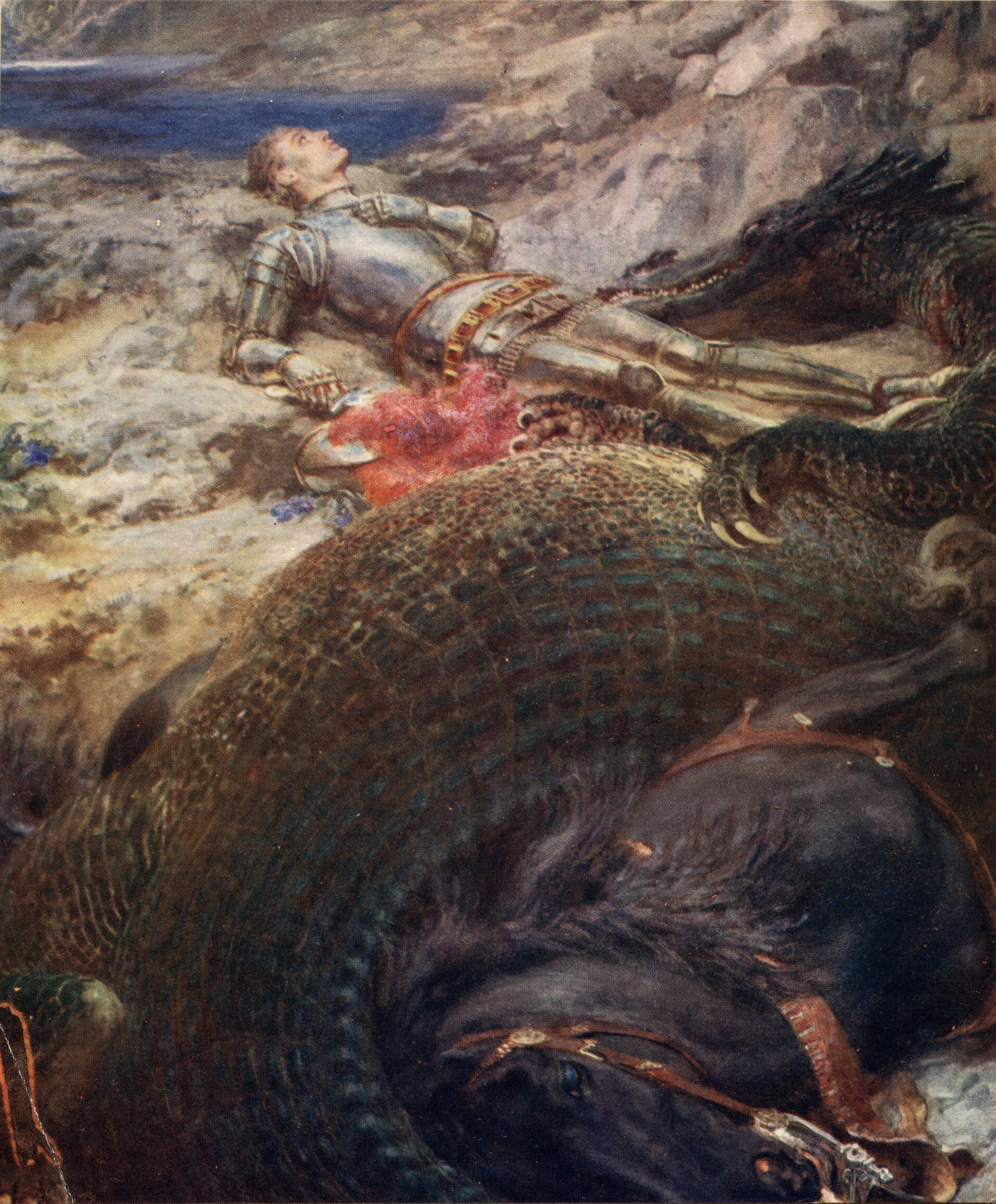
۱۸۸۸ م.
نگارخانه نیو ساوت ولز